# Мизерере (роман)
«Мизерере» (фр. Miserere) — седьмой роман французского писателя Жана-Кристофа Гранже, опубликованный 3 сентября 2008 года Издательством Альбина Мишеля.

## Сюжет
Париж, декабрь 2006 года. Регент хора мальчиков чилиец Вильгельм Гетц найден убитым в армянской церкви в Париже.
Лионель Касдан, отставной полицейский и прихожанин этой церкви, немедленно пускается на поиски убийцы, минуя официальное расследование.
Седрик Волокин, полицейский из отдела по делам несовершеннолетних с загадочным прошлым и пристрастием к наркотикам в настоящем, тоже вмешивается в дело, считая, что в него вовлечены дети.
Вместе они пытаются разгадать секрет убийцы и понять его мотивы в случае, когда всё, кажется, вращается вокруг человеческого голоса.

## Экранизация
В 2013 году режиссёр Сильвен Уайт снял фильм „La Marque des anges“, основанный на произведении Гранже. Роль Касдана исполнил Жерар Депардьё, этнического русского Волокина заменил темнокожий персонаж Фрэнк Салек в исполнении Джои Старра, офицер Интерпола. Фильм получил смешанные, в основном негативные отзывы

## Критика
- Gérard Meudal. Miserere, de Jean-Christophe Grangé : Grangé, l'organique
- SensCritique
- Николай Александров. Книжечки. Жан-Кристоф Гранже. Мизерере. – М.: Иностранка, 2009. – 624 с.